# Tiyanaks
Tiyanaks é um filme filipino que mistura terror com comédia. Dirigido por Mark Reyes.

## Sinopse
Um grupo de estudantes se perdem numa viagem e são obrigados a passar a noite em uma casa mal assombrada. Tudo piora quando eles se deparam com seres que saem das tumbas e parecem inocentes crianças, mas na verdade são monstros.

## Elenco
- Rica Peralejo como Sheila
- Jennylyn Mercado como Rina
- Mark Herras como Christian
- JC De Vera como Kerwin
- TJ Trinidad como Professor Erl
- Nash Aguas
- Karel Marquez como Cindy
- Andrei Felix como Rex
- Ryan Yllana como PJ
- Jill Yulo como Hanz
- Alwyn Uytingco como Bryan
- Jeoff Monzon como Sebastian
- Lotlot De Leon como Aling Mildred
- Mika Dela Cruz como Water Tiyanak